# Bestensee
Bestensee is een gemeente in de Duitse deelstaat Brandenburg, en maakt deel uit van het Landkreis Dahme-Spreewald.
Bestensee telt 8.344 inwoners.